# Ringworld
Ringworld är en science fiction-roman av Larry Niven, som utgavs i oktober 1970 och utspelar sig i hans fiktiva universum Known Space. Den vann 1970 Nebulapriset, och 1971 Hugopriset samt Locuspriset.

## Handling

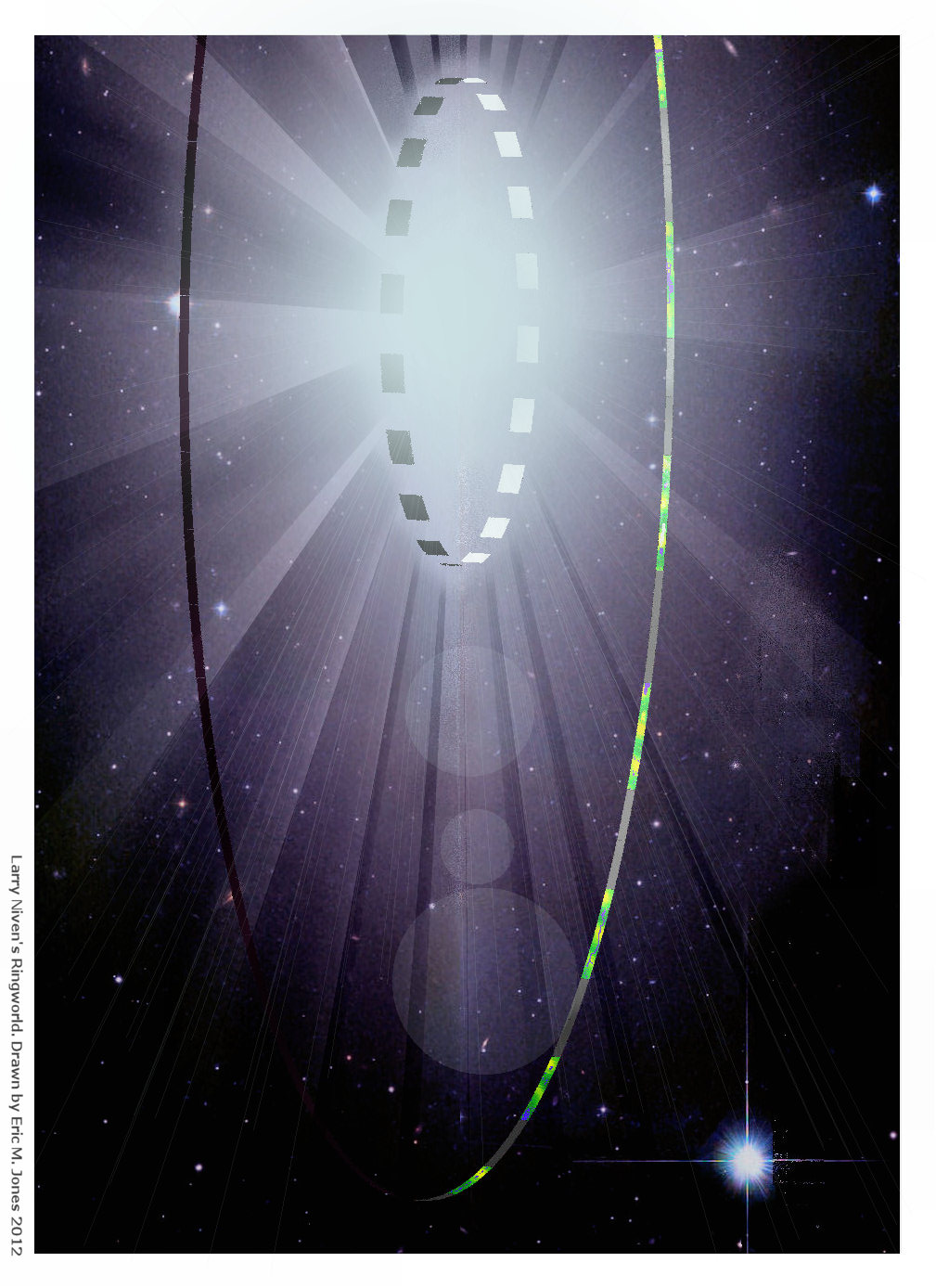
Konstnärs föreställning.

Pierssons Puppeteers, trebenta utomjordingar med två huvuden, upptäcker en gigantisk ringvärld som har en radie på 140 miljoner kilometer och nästan en miljard kilometer i omkrets och kretsar kring en solliknande stjärna. Rädda för dess skapare samlar de ihop en besättning bestående av två människor, en kzin - en stor kattliknande utomjording, och en puppeteer för att utforska ringen. Men efter en kraschlandning tvingas de på en lång och farlig resa på ringens okända marker.

### Fotnoter
1. ↑  ”1970 Award Winners & Nominees”. Worlds Without End. http://www.worldswithoutend.com/books_year_index.asp?year=1970. Läst 12 augusti 2014.
2. ↑  ”1971 Award Winners & Nominees”. Worlds Without End. http://www.worldswithoutend.com/books_year_index.asp?year=1971. Läst 12 augusti 2014.